# Haaniella dehaanii

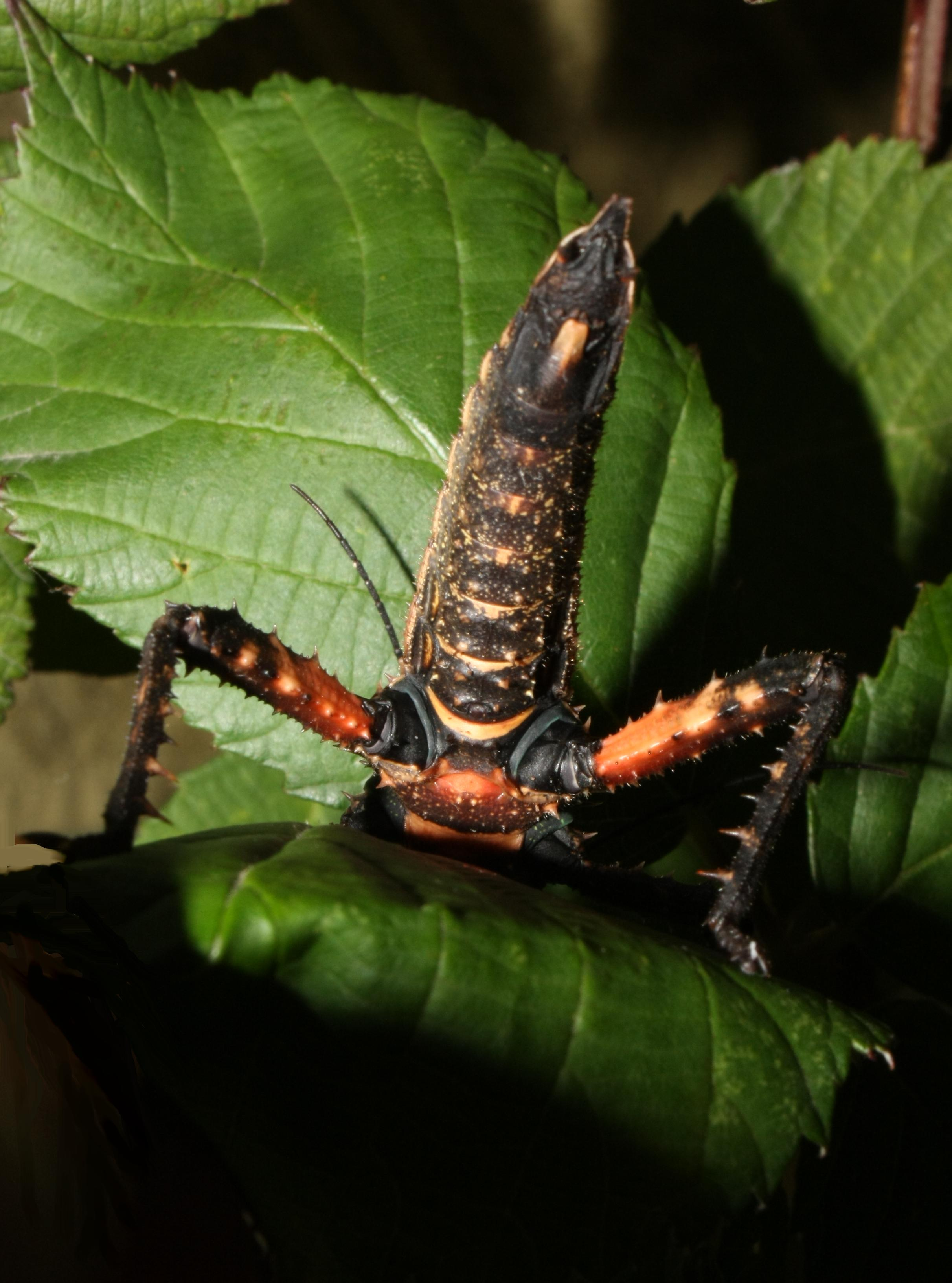
Abdomenunterseite einer weiblichen Nymphe

Haaniella dehaanii ist eine Gespenstschreckenart aus der Familie Heteropterygidae und von Körperbau und Lebensweise her ein typischer Vertreter der Gattung Haaniella.

## Merkmale
Beide Geschlechter haben, wie alle Arten dieser Gattung, viele spitze Dornen an Körper und Beinen. Die verkürzten, als Tegmina ausgebildeten Vorderflügel bedecken die ebenfalls verkürzten Hinterflügel vollständig. Weibchen sind hell- bis dunkelbraun gefärbt und von sehr gedrungener Gestalt. Insbesondere der Hinterleib (Abdomen) eierlegender Exemplare ist prall aufgedunsen. Das Abdomen endet bei ihnen in einem stachelartigen Legeapparat, der den eigentlichen Ovipositor umgibt. Charakteristisch ist ein dreieckiger Bereich vor den Flügeln, der bei den schwarzbraunen weiblichen Nymphen noch beige und bei den adulten, dann braunen Weibchen nur noch hellbraun gefärbt ist. Im Gegensatz zur Oberseite ist die Unterseite sehr lebhaft gezeichnet. Insbesondere bei den weiblichen Nymphen befinden sich hier leuchtend orange Bereiche an den Unterseiten der Hinterschenkel, dem Meso- und Metathorax, den Zwischenhäuten der Hinterleibssegmente und weitere kleinere orange Punkte auf den Sterna des Abdomens selbst. Weibchen werden mit neun bis elf Zentimetern deutlich größer als die Männchen. Diese sind wesentlich schlanker, sehr stachlig und werden nur etwa 6,5 bis 7,5 Zentimeter lang. Sie sind überwiegend dunkelbraun gefärbt und ähneln damit in ihrer Färbung stärker den Nymphen. Bei ihnen ist der vordere Rand der Tegmina hell gezeichnet, was bei den typischerweise angelegten Flügeln zwei kurze, helle Striche als seitlichen Rand der Flügel ergibt.

## Vorkommen und Lebensweise
Die Art ist in Sarawak auf Borneo heimisch, wo sie am Berg Serapi, einige Kilometer westlich von Kuching, vorkommt.
Die nachtaktiven Tiere verstecken sich tagsüber in der Laubschicht des Waldbodens. Nachts klettern sie an den Nahrungspflanzen empor, um an ihnen zu fressen, wobei sie die Blätter häufig direkt am Blattgrund abfressen. Bei Gefahr zeigt die Art die für alle Vertreter der Unterfamilie Heteropteryginae typischen Abwehrmuster, inklusive Flügelrascheln (Stridulation) und Schlagen mit den bedornten Hinterbeinen.

## Fortpflanzung
Etwa acht Wochen nachdem die Tiere sich zum adulten Insekt gehäutet haben, beginnen die Weibchen mit der Eiablage. Die tönnchen- bis kugelförmigen, braunen Eier werden nachts einzeln mit dem Legestachel einige Zentimeter tief ins Erdreich versenkt. Sie sind um 7 Millimeter lang und 5,5 bis 5,9 Millimeter breit. Wie bei den meisten Haaniella-Arten sind sie mit feinen Borsten versehen, so dass sie scheinbar eine grob samtartige Oberfläche haben. Die kreuzförmige Mikropylarplatte ist wegen der Borsten nur schwer zu erkennen. Die Mikropyle befindet sich im unteren Winkel des aus diagonal verlaufenden Schenkeln gebildeten Kreuzes. Bis zum Schlupf der Nymphen kann ein ganzes Jahr vergehen. Weitere neun Monate sind nötig, bis diese zu Imagines herangewachsen sind. Danach können die Tiere noch bis zu zwei Jahre leben, wobei die Produktivität der Weibchen allmählich abnimmt.

## Systematik
Im Jahr 1859 beschrieb John Obadiah Westwood die Art zunächst als Heteropteryx dehaanii, wobei er das Artepitheton zu Ehren des niederländischen Zoologen Wilhem de Haan gewählt hat. Nachdem die Art zunächst in die Gattung Haaniella überführt wurde, stellte Klaus Günther sie 1944 als Unterart zu der etwas heller gefärbten und größeren Art Haaniella grayii. Diese Zuordnung wurde 1992 von Philip Bragg wieder aufgehoben und die Art gilt seither als eigenständig. Auch die 1906 von Josef Redtenbacher als Heteropteryx dipsacus beschriebene Art, wurde von Günther als Unterart zu Haaniella grayi gestellt. Bragg konnte 1998 nachweisen, dass es sich bei den unter diesem Namen beschriebenen Tieren um Haaniella dehaanii handelt, wodurch Heteropteryx dipsacus als Synonym derselben erkannt wurde.
Als Holotypus ist ein adultes, weibliches Tier im Natural History Museum in London hinterlegt.

## Terraristik
Haniella dehaanii ist seit 1990/91 in Zucht und wird von der Phasmid Study Group unter der PSG-Nummer 126 geführt.
Die Tiere benötigen neben Temperaturen von 22 bis 27 °C, vor allem eine dauerhaft hohe Luftfeuchtigkeit und bevorzugen deshalb Glasterrarien mit geringer Belüftung. Der Boden sollte fünf bis zehn Zentimeter hoch mit einem leicht feuchten Substrat bedeckt sein, um die Eiablage zu ermöglichen. Gefressen werden neben Brombeerblättern auch noch andere Rosengewächse, sowie Eiche, Feuerdorn, Hasel und Efeu. Außerdem sollten Versteckmöglichkeiten in Form von Rindenstücken oder Laub nicht fehlen.

## Bilder

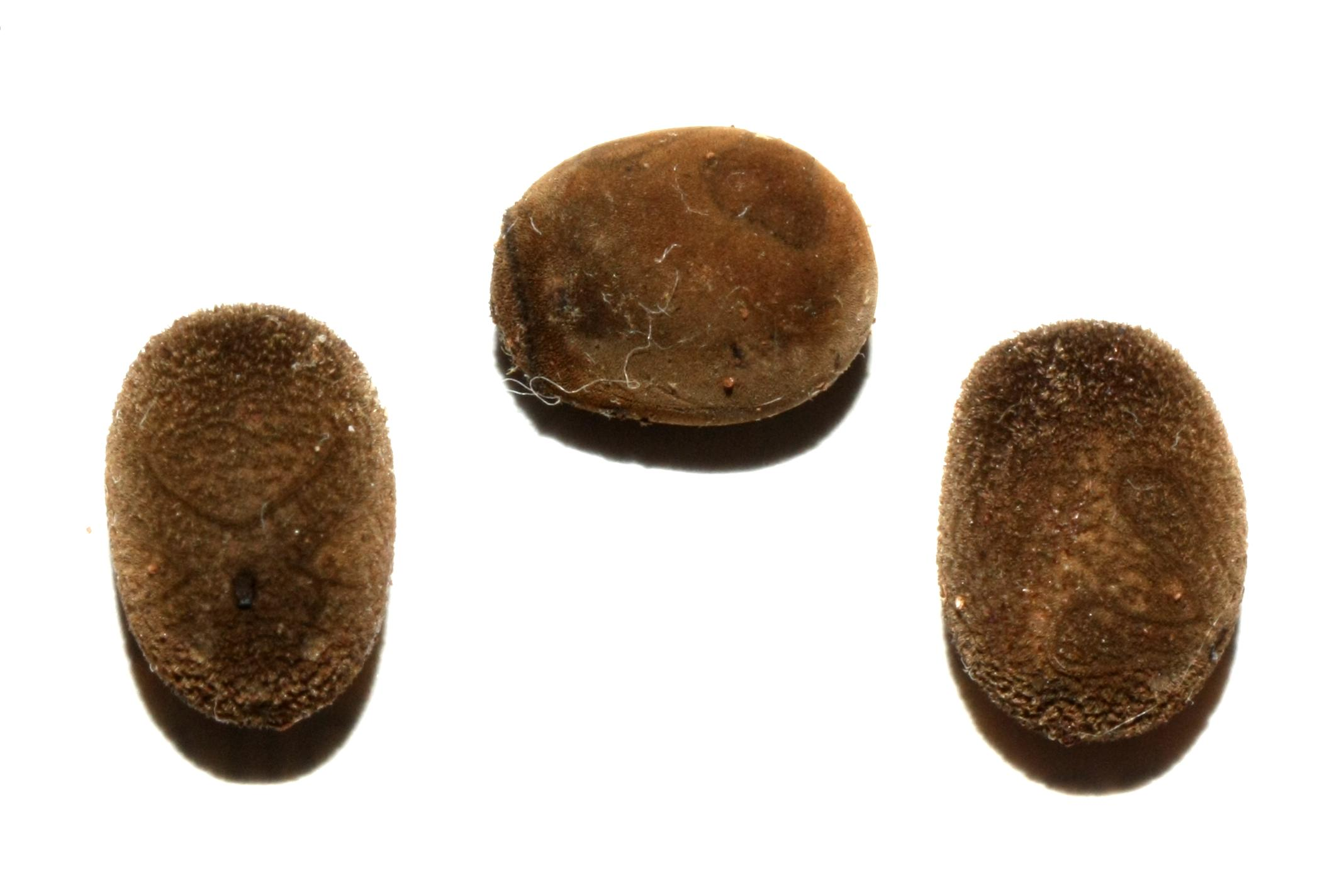
Eier
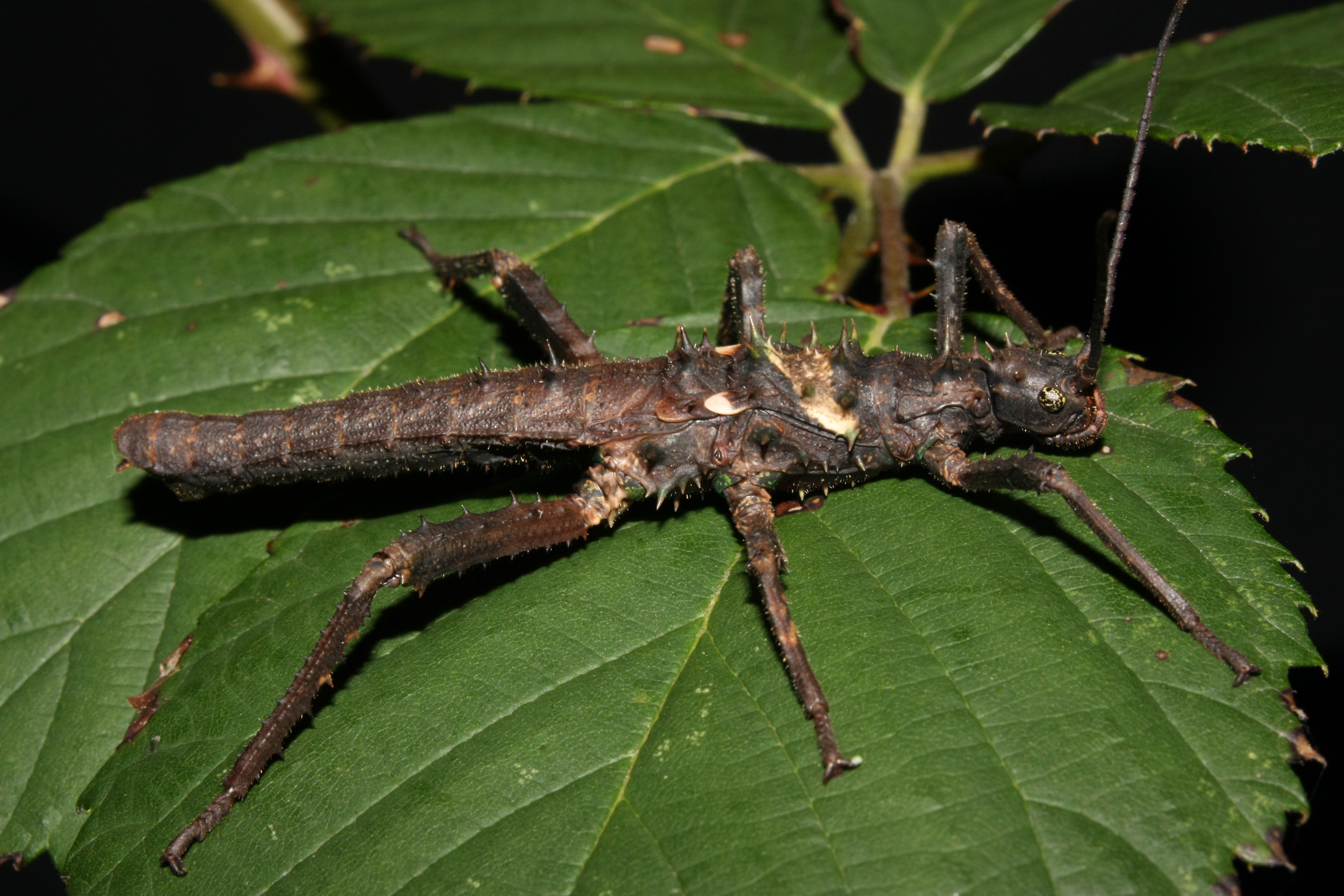
Männliche Nymphe
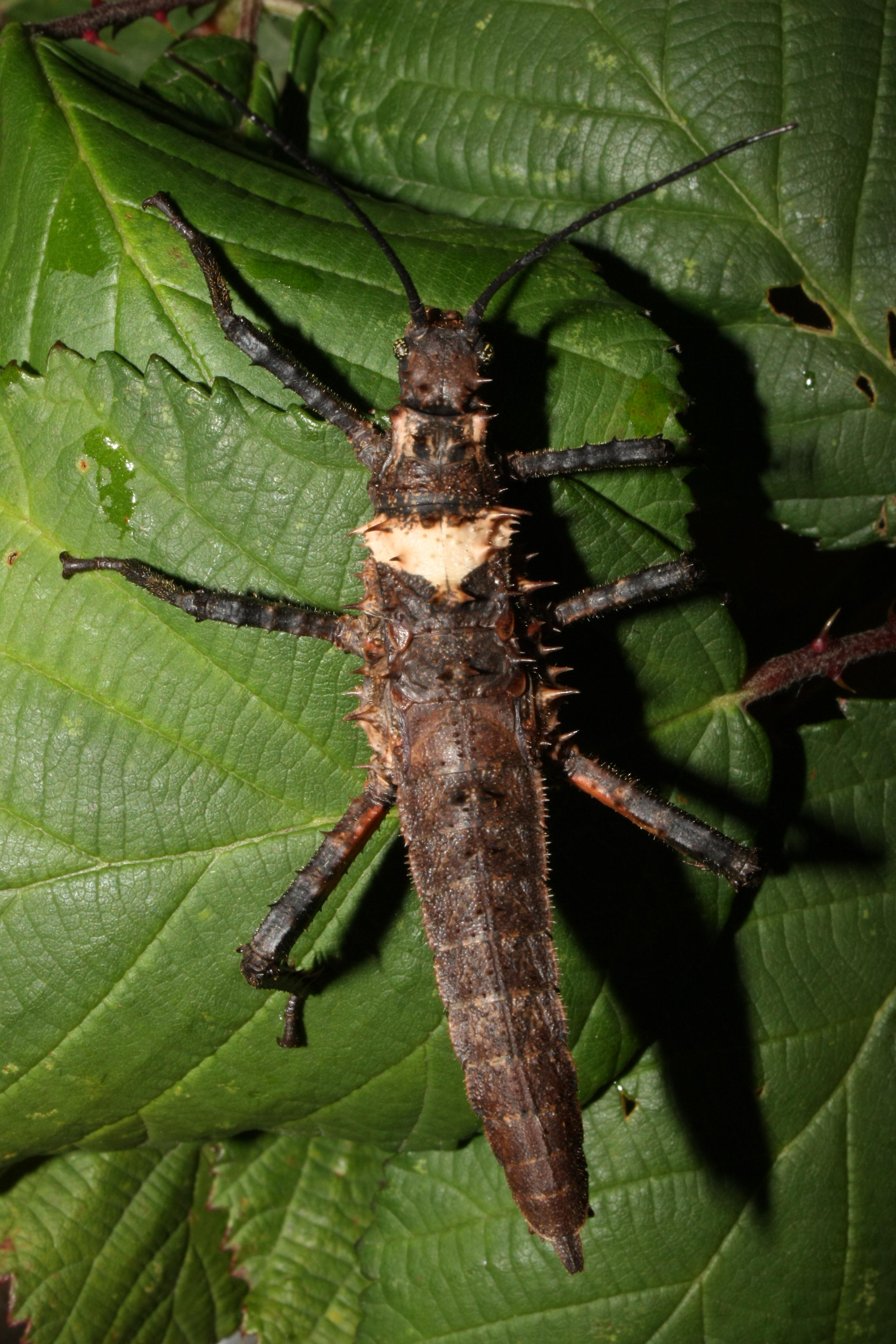
Weibliche Nymphe
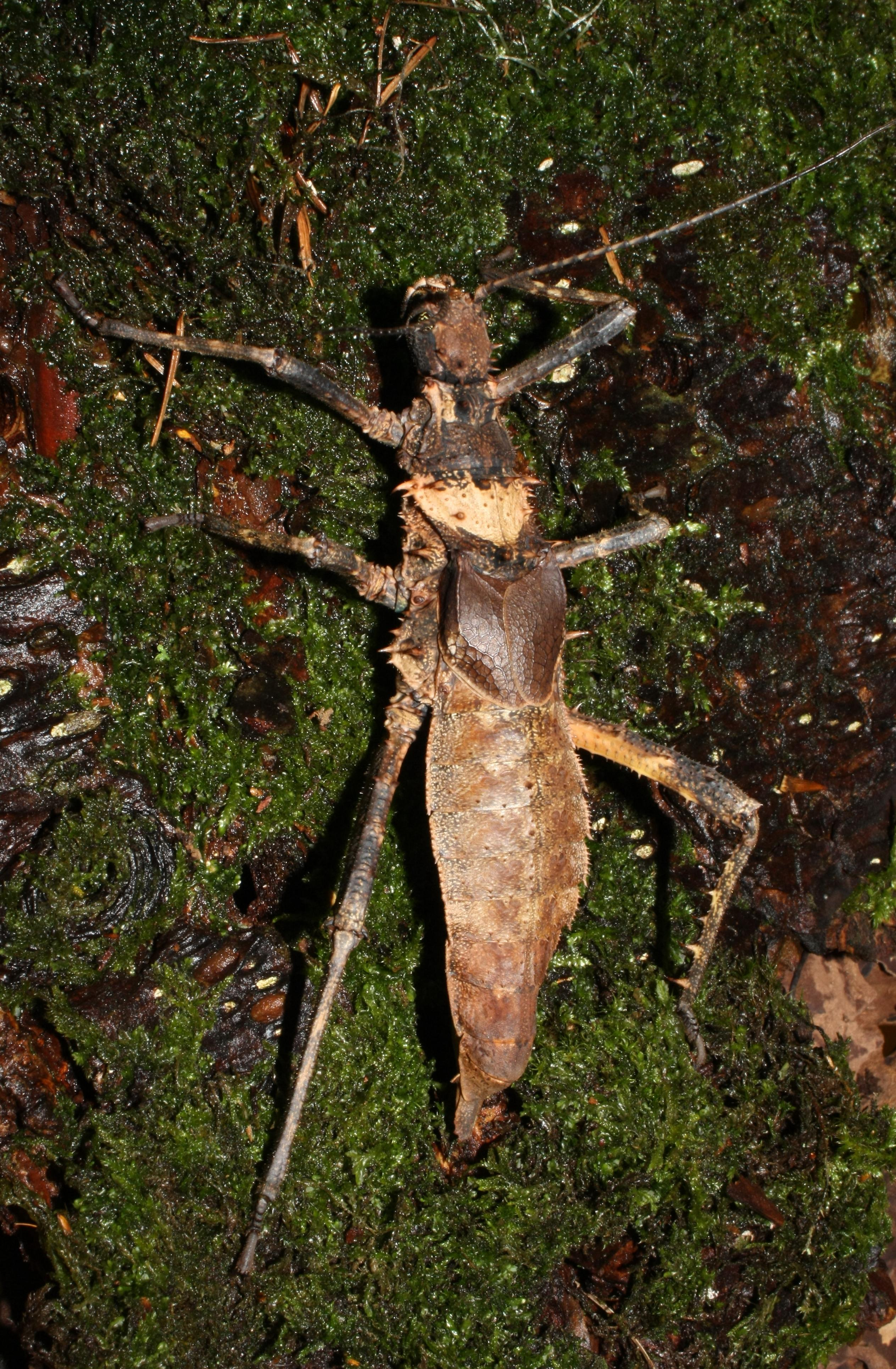
Frisch adultes Weibchen